# Mario Puchoz
Mario Puchoz (pron. fr. AFI: [pyʃo]) (Courmayeur, 15 gennaio 1918 – K2, 21 giugno 1954) è stato un alpinista italiano.

## Biografia
Puchoz nacque e visse a Courmayeur, ai piedi del Monte Bianco. Di famiglia contadina, si appassionò alla montagna, divenendo guida alpina.
Durante la seconda guerra mondiale fu arruolato nel corpo degli Alpini (battaglione sciatori Monte Cervino), e partecipò alla campagna italiana di Russia nel Corpo di spedizione italiano in Russia.
Nel dopoguerra, proseguì l'attività di alpinista e guida alpina.

### Spedizione sul K2
Nel 1953 fu convocato da Ardito Desio tra i candidati a formare la spedizione italiana che nel 1954 avrebbe tentato la prima salita al K2; superate le selezioni, partì con gli altri membri della spedizione alla volta del Pakistan.
Partecipò con gli altri compagni di spedizione alle operazioni di preparazione della via di salita, di trasporto dei materiali e di installazione dei diversi campi base. Il 18 giugno 1954, mentre si trovava al Campo II, a circa 6.000 metri di quota, cominciò ad avvertire qualche malessere, ma la cosa non sembrava preoccupante, e lo stesso Puchoz espresse il desiderio di rimanere al campo II. Il 20 giugno però le sue condizioni si aggravarono improvvisamente, e, nonostante le cure del dottor Guido Pagani, medico della spedizione, all'una di notte del 21 giugno Mario Puchoz morì.
La diagnosi del dottor Pagani fu di polmonite fulminante. Oggi, alla luce dei progressi della medicina in genere e delle conoscenze sulle problematiche dell'alta quota in particolare, si ritiene che la causa della morte di Mario Puchoz sia stato un edema polmonare da alta quota.
A causa del maltempo, i compagni di spedizione non poterono raggiungere il campo II fino al 26 luglio; la salma di Mario Puchoz fu recuperata e trasportata al campo base, dove fu tumulata vicino alla tomba di Arthur Gilkey (ove oggi sorge il cosiddetto memorial Gilkey).

## Riconoscimenti
- La città di Aosta ha intitolato il suo stadio a Mario Puchoz[3][12].
- La città di Courmayeur ha una via intitolata a Mario Puchoz.
- La città di Rapallo ha una via intitolata a Mario Puchoz.
- La città di Tempio Pausania ha una via intitolata a Mario Puchoz.
- Sull'Etna esisteva un rifugio dedicato a Mario Puchoz, situato a 1815 m, che venne distrutto dai terremoti che accompagnarono l'eruzione vulcanica del 1975.
- Sempre sull'Etna, accanto a dove sorgeva il rifugio, dopo la ricostruzione degli impianti scioviari a seguito dell'eruzione del 2002, è stata intitolata una seggiovia a Mario Puchoz.